# ليمور فأري رمادي محمر
ليمور فأري رمادي محمر[بحاجة لمصدر] (Microcebus griseorufus) هو ليمور فأري صغير يتواجد في الغرب من مدغشقر.